# Гюб'я
Гю́б'я (ест. Hübja küla) — село в Естонії, у волості Ляене-Сааре повіту Сааремаа.

## Населення
Чисельність населення на 31 грудня 2011 року становила 8 осіб.

## Географія
Дістатися села можна автошляхом 86 (Курессааре — Вигма — Панґа), повертаючи на схід у селі Гак'яла.
Через західну околицю села тече річка Пидусте (Põduste jõgi).

## Історія
До 12 грудня 2014 року село входило до складу волості Каарма.